# Chicago P.D. (7.ª temporada)
A sétima temporada da série de televisão dramática estadounidense Chicago P.D. foi encomendada em 26 de fevereiro de 2019 pela NBC, estreou em 25 de setembro de 2019 e foi concluída prematuramente em 15 de abril de 2020, contando com apenas 20 episódios, dos 23 planejados, devido a suspensão da produção em 13 de março de 2020, por conta da pandemia de COVID-19. A temporada foi produzida pela Universal Television em associação com a Wolf Entertainment, com Dick Wolf como produtor executivo e Derek Haas, Michael Brandt e Rick Eid como produtores. A temporada foi ao ar na temporada de transmissão de 2019-20 às noites de quarta-feira às 22h00, horário do leste dos EUA.
Essa é primeira temporada a não contar com Jon Seda como Detetive Antonio Dawson desde sua introdução, na primeira temporada. É também a primeira e única temporada a contar com Lisseth Chavez como Oficial Vanessa Rojas.
A sétima temporada estrela Jason Beghe como Sargento Henry "Hank" Voight, Jesse Lee Soffer como Detetive Jay Halstead, Tracy Spiridakos como Detetive Hailey Upton, Patrick John Flueger como Oficial Adam Ruzek, Marina Squerciati como Oficial Kim Burgess, LaRoyce Hawkins como Oficial Kevin Atwater, Amy Morton como Sargento Trudy Platt e Lisseth Chavez como Oficial Vanessa Rojas.
A temporada terminou com uma audiência média de de 11.23 milhões de telespectadores e ficou classificada em 9.º lugar na audiência total e classificada em 8.º no grupo demográfico de 18 a 49 anos.

## Elenco e personagens

### Principal
- Jason Beghe como Sargento Henry "Hank" Voight
- Jesse Lee Soffer como Detetive Jay Halstead
- Tracy Spiridakos como Detetive Hailey Upton
- Patrick John Flueger como Oficial Adam Ruzek
- Marina Squerciati como Oficial Kim Burgess
- LaRoyce Hawkins como Detetive Kevin Atwater
- Amy Morton como Sargento Trudy Platt
- Lisseth Chavez como Oficial Vanessa Rojas[a]

### Recorrente
- Paul Adelstein como Superintendente Jason Crawford
- Michael Beach como Darius Walker
- Anne Heche como Superintendente Katherine Brennan
- Brian Geraghty como Sean Roman

### Crossover
- Jesse Spencer como Capitão Matthew Casey (De Chicago Fire)
- Taylor Kinney como tenente Kelly Severide (De Chicago Fire)
- Kara Killmer como paramédica Sylvie Brett (De Chicago Fire)
- David Eigenberg como tenente Christopher Herrmann (De Chicago Fire)
- Joe Minoso como Bombeiro Joe Cruz (De Chicago Fire)
- Christian Stolte como bombeiro Randy "Mouch" McHolland (De Chicago Fire)
- Miranda Rae Mayo como Bombeiro Stella Kidd (De Chicago Fire)
- Annie Ilonzeh como paramédica Emily Foster (De Chicago Fire)
- Eamonn Walker como Chefe Wallace Boden (De Chicago Fire)
- Alberto Rosende como Bombeiro Candidato Blake Gallo (De Chicago Fire)
- Daniel Kyri como Bombeiro Darren Ritter (De Chicago Fire)
- Randy Flagler como Bombeiro Harold Capp (De Chicago Fire)
- Anthony Ferraris como Bombeiro Tony (De Chicago Fire)
- Nick Gehlfuss como Dr. Will Halstead (De Chicago Med)
- Yaya DaCosta como April Sexton (De Chicago Med)
- Torrey DeVitto como Dra. Natalie Manning (De Chicago Med)
- Dominic Rains como Dr. Crockett Marcel (De Chicago Med)
- S. Epatha Merkerson como Sharon Goodwin (De Chicago Med)

Notas
1. ↑  Creditada como principal a partir do episódio 07.04, creditada como convidada nos episódios 07.02 e 07.03

## Episódios
| N.º na série | N.º na temp. | Título                 | Dirigido por       | Escrito por                                                                   | Exibição original       | Audiência (milhões) |
| --- | ------------ | ---------------------- | ------------------ | ----------------------------------------------------------------------------- | ----------------------- | ------------------- |
| 129 | 1            | "Doubt"                | Eriq La Salle      | Rick Eid & Gavin Harris                                                       | 25 de setembro de 2019  | 6.49                |
| Após o assassinato de Kelton, Voight é o principal suspeito. A unidade de Inteligência se aprofunda na investigação sobre a morte de Kelton. Halstead descobre quem é o verdadeiro suspeito. Ruzek paga fiança da prisão, e Dawson desaparece com Vought descobrindo. Dawson foi para uma clínica de reabilitação. |              |                        |                    |                                                                               |                         |                     |
| 130 | 2            | "Assets"               | Carl Seaton        | Rick Eid & Gavin Harris                                                       | 2 de outubro de 2019    | 5.90                |
| Halstead se junta a Atwater em uma operação secreta para tentar derrubar uma quadrilha de drogas de South Side, mas as coisas ficam complicadas quando é revelado que outras delegacias de polícia estão disfarçadas na mesma operação, enquanto Voight tenta obter clemência do promotor na esperança de poupar Ruzek da prisão. |              |                        |                    |                                                                               |                         |                     |
| 131 | 3            | "Familia"              | Eriq La Salle      | Timothy J. Sexton                                                             | 9 de outubro de 2019    | 6.34                |
| A unidade de Inteligência lida com um roubo de carro malsucedido que termina com um suspeito fugindo do local e outro homem morto com a equipe descobrindo evidências sugerindo que um chefão do tráfico local está operando na cidade. Vanessa Rojas, a mais nova da equipe, luta para se ajustar de sua experiência anterior como uma infiltrada para uma oficial da Inteligência. A equipe luta para se adaptar à saída de Dawson. Voight revela que Dawson renunciou à polícia e à equipe, escolhendo Porto Rico, onde tem família. |              |                        |                    |                                                                               |                         |                     |
| 132 | 4            | "Infection: Part III"  | Eriq La Salle      | História por : Dick Wolf & Derek Haas Roteiro por : Gwen Sigan                | 16 de outubro de 2019   | 8.62                |
| A unidade de inteligência corre contra o relógio à medida que mais pessoas são infectadas pela bactéria carnívora mortal, deixando a cidade de Chicago em pânico. Enquanto isso, depois de ser eliminado da bactéria, Upton e a Dra. Natalie Manning cuidam de uma jovem vítima com quem Upton fez amizade. Mais tarde, Voight descobre que o próximo alvo do suspeito é o desfile de Chicago. Durante o caos, o Dr. Will Halstead e o CDC finalmente apresentam os antibióticos para resolver o problema. Esse episódio conclui um crossover com Chicago Fire e Chicago Med que iniciou em "Infection: Part I" e continou em "Infection: Part II". |              |                        |                    |                                                                               |                         |                     |
| 133 | 5            | "Brother's Keeper"     | Vince Misiano      | Joe Halpin                                                                    | 23 de outubro de 2019   | 6.64                |
| A equipe investiga o assassinato de um cidadão búlgaro. A investigação logo se complica quando as testemunhas não falam com a polícia. Enquanto isso, Ruzek começa a suspeitar que um dos patrulheiros está abusando de seu poder sobre um novo recruta, resultando em uma rixa entre a Inteligência e a Patrulha. |              |                        |                    |                                                                               |                         |                     |
| 134 | 6            | "False Positive"       | David Rodriguez    | Scott Gold                                                                    | 30 de outubro de 2019   | 6.29                |
| A equipe investiga um negócio de drogas que deu errado quando duas crianças pequenas são baleadas e mortas no fogo cruzado. Quando a equipe não consegue encontrar um suspeito, um superintendente da polícia recomenda que a unidade de inteligência use uma tecnologia inteligente para encontrar um possível suspeito. Quando o fazem, um suspeito é brutalmente espancado até a morte enquanto está sob custódia. Halstead logo descobre que o suspeito é inocente e é revelado que a tecnologia inteligente apenas traz pessoas de cor como principais suspeitos, levando-o a acreditar que o colega policial é racista. |              |                        |                    |                                                                               |                         |                     |
| 135 | 7            | "Informant"            | Vince Misiano      | Gwen Sigan                                                                    | 6 de novembro de 2019   | 6.44                |
| Voight e a equipe investigam a morte de um jovem que foi morto por uma overdose de fentanil. Upton puxa um de seus informantes para ajudar no caso. Mais tarde, o informante de Upton é assassinado e suspeita-se que o assassino possa ser um dos informantes de Voight. |              |                        |                    |                                                                               |                         |                     |
| 136 | 8            | "No Regrets"           | Mykelti Williamson | Kim Rome                                                                      | 13 de novembro de 2019  | 6.47                |
| A unidade de inteligência investiga o caso de uma pessoa desaparecida, Voight é forçado a escolher entre seguir os livros ou fazer as coisas do seu jeito. Enquanto isso, depois de se machucar levemente no trabalho, Burgess descobre que está grávida de Ruzek e se pergunta se deve ficar com o bebê ou não. |              |                        |                    |                                                                               |                         |                     |
| 137 | 9            | "Absolution"           | Paul McCrane       | Gavin Harris                                                                  | 20 de novembro de 2019  | 6.88                |
| A unidade de Inteligência corre contra o relógio para encontrar Halstead, que foi sequestrado por bandidos junto com uma mulher que está ligada a um erro de Halstead que resultou em uma morte. Enquanto isso, Burgess considera opções com sua gravidez. |              |                        |                    |                                                                               |                         |                     |
| 138 | 10           | "Mercy"                | Olivia Newman      | Timothy J. Sexton                                                             | 8 de janeiro de 2020    | 7.02                |
| A unidade de inteligência leva Halstead às pressas para o hospital após ser baleado. Temendo o pior, Upton reconsidera seus sentimentos por Halstead. Enquanto isso, Voight e o resto da unidade trabalham em um caso envolvendo membros de gangues que vendem armas semiautomáticas oficiais do Exército. Atwater descobre que seu irmão está de volta a Chicago e pode estar envolvido no caso. Além disso, Burgess toma uma decisão sobre sua gravidez. |              |                        |                    |                                                                               |                         |                     |
| 139 | 11           | "43rd and Normal"      | Chad Saxton        | Rick Eid & Gwen Sigan                                                         | 15 de janeiro de 2020   | 6.78                |
| A unidade investiga uma série de vandalismo que se torna mortal. Enquanto isso, Ruzek começa a dar passos dramáticos em seu relacionamento com Burgess durante a gravidez dela, para desespero dela. Além disso, Atwater estende a mão para seu irmão distante. |              |                        |                    |                                                                               |                         |                     |
| 140 | 12           | "The Devil You Know"   | Eriq La Salle      | Scott Gold                                                                    | 22 de janeiro de 2020   | 6.91                |
| A unidade de Inteligência faz um acordo com Walker enquanto eles investigam uma série de transações ilegais de drogas por policiais sujos. Ao saber do negócio, Upton começa a resolver o problema da investigação por conta própria. Além disso, Burgess tenta fazer todo o trabalho de campo que puder antes de ser forçada a trabalhar na mesa devido à gravidez. |              |                        |                    |                                                                               |                         |                     |
| 141 | 13           | "I Was Here"           | Charles S. Carroll | Gwen Sigan                                                                    | 5 de fevereiro de 2020  | 7.14                |
| Depois de receber uma ligação para o 911 sobre uma possível briga doméstica, Burgess segue com a localização da ligação com Platt e elas encontram uma vítima de assassinato. Mais tarde, a unidade de Inteligência descobre que o assassino é procurado pelo FBI em seis estados por criar uma quadrilha de tráfico sexual. Burgess se machuca ao salvar a vítima que ligou para o 911 e ela perde o bebê. |              |                        |                    |                                                                               |                         |                     |
| 142 | 14           | "Center Mass"          | Lisa Demaine       | Gavin Harris                                                                  | 12 de fevereiro de 2020 | 7.00                |
| Um favor do ex-assistente de Rojas para encontrar um sem-teto leva a Inteligência a investigar o assassinato do sem-teto. A investigação os leva a perseguir um assassino de policiais que matou o sem-teto por sua identidade. Ao longo da investigação, Rojas tem várias interações com uma testemunha que tem esquizofrenia paranóide. Enquanto isso, Burgess decide voltar ao trabalho depois de um tempo para se recuperar. |              |                        |                    |                                                                               |                         |                     |
| 143 | 15           | "Burden of Truth"      | Eriq La Salle      | Rick Eid & Gwen Sigan                                                         | 26 de fevereiro de 2020 | 8.12                |
| A unidade de Inteligência continua a investigar uma série de overdoses fatais de oxi falsificado em jovens adolescentes, incluindo a irmã do ex-patrulha de Chicago Sean Roman. O caso mais tarde se transforma em homicídio quando o traficante aparece morto e Roman se torna um suspeito. Enquanto isso, Ruzek tenta fazer com que Burgess se abra após a perda de seu bebê. Esse episódio conclui um crossover com Chicago Fire que começou em "Off the Grid". |              |                        |                    |                                                                               |                         |                     |
| 144 | 16           | "Intimate Violence"    | Mykelti Williamson | História por : Timothy J. Sexton & Ike Smith Roteiro por : Timothy J. Sexton  | 4 de março de 2020      | 7.07                |
| Upton e Halstead respondem a um assalto à mão armada em uma empresa local de desconto de cheques. O caso rapidamente se transforma em homicídio depois que uma vítima morre no hospital. Halstead descobre que uma das testemunhas esteve envolvida no roubo e que seu marido é um dos ladrões e tem histórico de violência doméstica. |              |                        |                    |                                                                               |                         |                     |
| 145 | 17           | "Before the Fall"      | Nicole Rubio       | Scott Gold & Jake Tinker                                                      | 18 de março de 2020     | 7.50                |
| Voight pede a ajuda de um membro de gangue para obter o testemunho de uma testemunha importante em um caso de assassinato. Mais vidas são colocadas em risco quando uma guerra de gangues começa. |              |                        |                    |                                                                               |                         |                     |
| 146 | 18           | "Lines"                | Alex Chapple       | Kim Rome & Gwen Sigan                                                         | 25 de março de 2020     | 7.75                |
| A inteligência faz tudo o que pode para construir um caso contra o esquivo líder de uma quadrilha de drogas, mas as coisas ficam complicadas quando Rojas percebe que alguém de quem ela gosta pode estar envolvido. Hailey leva as coisas longe demais para proteger Rojas e acaba pagando um preço por suas ações. Depois que o caso foi resolvido, Hailey chega ao escritório de Voight e descobre que o escritório de campo do FBI em Nova York está procurando um oficial de empréstimo para se juntar à divisão por algumas semanas, com Voight revelando que a designou para isso. Esse episódio configura o episódio "Emotional Rescue", de FBI. |              |                        |                    |                                                                               |                         |                     |
| 147 | 19           | "Buried Secrets"       | Paul McCrane       | História por : Timothy J. Sexton & Gwen Sigan Roteiro por : Timothy J. Sexton | 8 de abril de 2020      | 7.75                |
| Depois de uma noite bebendo em um bar, Ruzek testemunha o sequestro de uma mulher e tenta ir atrás dela, mas bate o veículo que ele havia requisitado. A unidade de Inteligência corre contra o relógio para encontrar a mulher desaparecida. Voight mais tarde descobre que o pai da vítima pode ter algo a ver com o sequestro. Enquanto isso, Burgess considera se reconciliar com Ruzek. |              |                        |                    |                                                                               |                         |                     |
| 148 | 20           | "Silence of the Night" | Eriq La Salle      | Rick Eid & Gavin Harris                                                       | 15 de abril de 2020     | 7.82                |
| Enquanto disfarçado para prender dois traficantes de armas ilícitas, Atwater encontra Doyle, o mesmo policial que o traçou racialmente durante uma parada de trânsito. Atwater descobre que Doyle foi promovido a detetive e eles são forçados a trabalhar juntos. Depois de derrubar os traficantes, Doyle e Atwater fazem as pazes temporariamente e Doyle pede a Atwater para pegar uma bebida. No caminho, Doyle perfila um homem negro com uma mochila e sai em sua perseguição, com Atwater indo atrás. Doyle é baleado e morto após assassinar Shawn Paige (o homem negro que ele estava traçando). A delegacia de Doyle quer manter silêncio sobre os detalhes para evitar que se saiba que Doyle realmente cometeu assassinato, pois isso destruiria seu legado e para evitar que os supostos assassinos de Doyle sejam absolvidos tanto do suposto assassinato quanto da suposta distribuição de drogas que foram apreendidas pela delegacia sem um mandado ou causa provável como resultado do racismo de Doyle, tudo isso leva Atwater a fazer a coisa certa e falar. |              |                        |                    |                                                                               |                         |                     |

## Produção

### Casting
Em 19 de abril de 2019, a NBC anunciou que Jon Seda não voltaria para a sétima temporada e deixaria novamente a série no final da sexta temporada por motivos criativos. Em julho de 2019, Lisseth Chavez se juntou ao elenco no papel de Vanessa Rojas, uma policial disfarçada, um papel originalmente projetado para criar uma tensão romântica de longo prazo com o personagem Kevin Atwater, mas que foi interrompido pela pandemia de COVID-19. O arco da personagem terminou abruptamente, pois foi anunciado após o fim da sétima temporada que Chávez não poderia voltar para completar o enredo de sua personagem. Isso se deveu ao fato de o personagem "nunca ter gostado totalmente dos fãs ou dos produtores."

### Crossovers
O quarto episódio da temporada termina um evento crossover com Chicago Med e Chicago Fire. Derek Haas e Dick Wolf escreveram a história para todas as três partes e Haas escreveu o roteiro para a primeira parte. A trama gira em torno de "uma doença misteriosa". Outro crossover com Fire foi ao ar em 26 de fevereiro e incluiu o retorno de Brian Geraghty como Sean Roman.

## Recepção

### Audiência
| №  | Título                 | Exibição original       | Rating/share (18–49) | Audiência (em milhões) | DVR (18–49) | Audiência em DVR (milhões) | Total (18–49) | Audiência total (em milhões) |
| -- | ---------------------- | ----------------------- | -------------------- | ---------------------- | ----------- | -------------------------- | ------------- | ---------------------------- |
| 1  | "Doubt"                | 25 de setembro de 2019  | 1.1/6                | 6.49                   | 1.0         | 4.66                       | 2.1           | 11.15                        |
| 2  | "Assets"               | 2 de outubro de 2019    | 1.0/5                | 5.90                   | 0.9         | 3.88                       | 1.9           | 9.79                         |
| 3  | "Familia"              | 9 de outubro de 2019    | 1.0/5                | 6.34                   | 0.9         | 3.93                       | 1.9           | 10.27                        |
| 4  | "Infection: Part III"  | 16 de outubro de 2019   | 1.4/7                | 8.62                   | 0.9         | 4.37                       | 2.2           | 13.00                        |
| 5  | "Brother's Keeper"     | 23 de outubro de 2019   | 1.1/6                | 6.64                   | 0.8         | 3.82                       | 1.9           | 10.47                        |
| 6  | "False Positive"       | 30 de outubro de 2019   | 1.1/5                | 6.29                   | 0.8         | 3.95                       | 1.9           | 10.25                        |
| 7  | "Informant"            | 6 de novembro de 2019   | 1.0/5                | 6.44                   | 0.9         | 4.05                       | 1.8           | 10.50                        |
| 8  | "No Regrets"           | 13 de novembro de 2019  | 1.0/5                | 6.47                   | 0.9         | 4.16                       | 1.9           | 10.64                        |
| 9  | "Absolution"           | 20 de novembro de 2019  | 1.1/6                | 6.88                   | 0.8         | 3.84                       | 1.9           | 10.72                        |
| 10 | "Mercy"                | 8 de janeiro de 2020    | 1.0/6                | 7.02                   | 0.9         | 4.50                       | 2.0           | 11.53                        |
| 11 | "43rd and Normal"      | 15 de janeiro de 2020   | 1.1/6                | 6.78                   | 1.0         | 4.50                       | 2.1           | 11.29                        |
| 12 | "The Devil You Know"   | 22 de janeiro de 2020   | 1.0/5                | 6.91                   | 1.0         | 4.49                       | 2.0           | 11.41                        |
| 13 | "I Was Here"           | 5 de fevereiro de 2020  | 1.1                  | 7.14                   | 0.9         | 4.14                       | 2.0           | 11.29                        |
| 14 | "Center Mass"          | 12 de fevereiro de 2020 | 1.0                  | 7.00                   | 0.9         | 4.17                       | 1.9           | 11.17                        |
| 15 | "Burden of Truth"      | 26 de fevereiro de 2020 | 1.2                  | 8.12                   | 1.0         | 4.47                       | 2.2           | 12.59                        |
| 16 | "Intimate Violence"    | 4 de março de 2020      | 1.0                  | 7.07                   | 0.9         | 3.98                       | 1.9           | 11.06                        |
| 17 | "Before the Fall"      | 18 de março de 2020     | 1.2                  | 7.50                   | 1.0         | 4.46                       | 2.2           | 11.97                        |
| 18 | "Lines"                | 25 de março de 2020     | 1.2                  | 7.75                   | 0.9         | 4.06                       | 2.1           | 11.82                        |
| 19 | "Buried Secrets"       | 8 de abril de 2020      | 1.1                  | 7.75                   | 1.0         | 4.16                       | 2.1           | 11.83                        |
| 20 | "Silence of the Night" | 15 de abril de 2020     | 1.1                  | 7.82                   | 0.9         | 3.98                       | 2.0           | 11.80                        |

## Lançamento em DVD
| Chicago PD – Season Seven                                                                             | | | | | |
| Detalhes do DVD                                                                                       | Detalhes do DVD                                                                                       | Detalhes do DVD                                                                                       | Características Especiais | Características Especiais | Características Especiais |
| - 20 episódios - 6 discos - Áudio em Inglês (Dolby Digital 5.1 Surround) - Legendas: Inglês e Francês | - 20 episódios - 6 discos - Áudio em Inglês (Dolby Digital 5.1 Surround) - Legendas: Inglês e Francês | - 20 episódios - 6 discos - Áudio em Inglês (Dolby Digital 5.1 Surround) - Legendas: Inglês e Francês | - Episódios crossover com Chicago Fire: - "Infection: Part I" - Parte um do crossover de três partes que termina em "Infection: Part III". - Off the Grid - Parte um do crossover de duas partes que termina em "Burden of Truth". - Episódio crossover com Chicago Med: - "Infection: Part II" - Parte dois do crossover de três partes que começa em "Infection: Part I" e termina em "Infection: Part III". | - Episódios crossover com Chicago Fire: - "Infection: Part I" - Parte um do crossover de três partes que termina em "Infection: Part III". - Off the Grid - Parte um do crossover de duas partes que termina em "Burden of Truth". - Episódio crossover com Chicago Med: - "Infection: Part II" - Parte dois do crossover de três partes que começa em "Infection: Part I" e termina em "Infection: Part III". | - Episódios crossover com Chicago Fire: - "Infection: Part I" - Parte um do crossover de três partes que termina em "Infection: Part III". - Off the Grid - Parte um do crossover de duas partes que termina em "Burden of Truth". - Episódio crossover com Chicago Med: - "Infection: Part II" - Parte dois do crossover de três partes que começa em "Infection: Part I" e termina em "Infection: Part III". |
| Datas de lançamento                                                                                   | | | | | |
| Região 1                                                                                              | Região 1                                                                                              | Região 2                                                                                              | Região 2 | Região 4 | Região 4 |
| 8 de setembro de 2020                                                                                 | 8 de setembro de 2020                                                                                 | 21 de setembro de 2020                                                                                | 21 de setembro de 2020 | 23 de setembro de 2020 | 23 de setembro de 2020 |